# Who Wants to Be a Millionaire? (Úc)
Who Wants to Be a Millionaire? là trò chơi truyền hình của Úc có nguồn gốc từ trò chơi cùng tên đến từ nước Anh. Mục đích chính của trò chơi là giành chiến thắng bằng cách trả lời chính xác 15 câu hỏi theo hình thức trắc nghiệm của chương trình và giành 1 triệu đô la Úc (riêng phiên bản 2007 thì mức thưởng tối đa tăng thêm 4 triệu).
Chương trình do Grundy Television sản xuất, sau đó Celador giành quyền sản xuất từ năm 2000 đến năm 2006, sau đó 2waytraffic tiếp tục sản xuất đến 2007 và từ 2009 đến 2020 cho phiên bản Hot Seat và phát sóng bởi đài Nine Network.
Một phiên bản thay thế chương trình, Millionaire Hot Seat bắt đầu sản xuất vào năm 2009. Giống như chương trình này, dẫn chương trình là Eddie McGuire. Chương trìng được phát sóng hàng ngày lúc 5:00 chiều (theo giờ Úc), hiện đang trong mùa thứ bảy. Năm 2021 chương trình đã trở lại phiên bản cũ với nhiều thay đổi và phát sóng 4 tập đặc biệt từ cuối tháng 1 đến đầu tháng 2/2021 và giữa tháng 5/2021.

## Lịch sử
Who Wants to Be a Millionaire? được phát sóng lần đầu trên mạng truyền hình Nine Network vào ngày 18/04/1999, và được dẫn chương trình bởi Eddie McGuire trước khi trở thành giám đốc điều hành của đài này. Do không có người dẫn chương trình thay thế, đài quyết định tạm dừng phát sóng chương trình. Tập phát sóng cuối cùng lên sóng vào ngày 03/04/2006. Sau khi từ chức nhiệm kỳ Giám đốc Điều hành đài của mình, McGuire quyết định trở lại chương trình năm 2007 với vai trò cũ. Sau 6 tập đặc biệt với giải thưởng cao nhất lên đến 5.000.000 đô-la Úc phát sóng xuyên suốt tháng 10 và tháng 11 cùng năm, chương trình tạm ngưng phát sóng lần nữa, thay thế bởi 1 vs. 100, vẫn do Eddie McGuire làm dẫn chương trình đến ngày 20/04/2009, khi chương trình lên sóng với phiên bản mới - phiên bản Ghế nóng. Vào năm 2010, chương trình tái sinh với người chơi là các học sinh đến từ khắp nước Úc. Năm 2021, chương trình quay trở lại phiên bản cũ sau 8 năm phát sóng phiên bản Ghế nóng với một vài thay đổi và phát sóng từ cuối tháng 1 đến đầu tháng 2 và giữa tháng 5/2021.

### Giai đoạn 1999-2006
Bắt đầu với định dạng mười một câu hỏi bắt đầu từ 1.000 đô la, sau đó được đổi thành 15 và đưa ra giải thưởng cao nhất là 1 triệu đô la. Trong phiên bản quay lại năm 2007 của chương trình, số tiền thưởng tối đa mới được đưa ra là 5 triệu đô la; tuy nhiên, năm 2010, giải thưởng cao nhất đã quy về 1 triệu đô la. Chương trình phát sóng vào khung giờ 8:30 tối Thứ Hai từ năm 1999 đến năm 2006 ngoại trừ khoảng thời gian hai tuần ngắn ngủi vào năm 2004, trong đó một phiên bản rút ngắn nửa giờ được đưa ra so với Deal hoặc No Deal của đài Seven vào 5:30 chiều khe thời gian dẫn đến tin tức buổi tối 6 giờ chiều. Động thái này được đưa ra để ngăn chặn xếp hạng đang giảm tại thị trường Sydney của Nine, nơi bản tin thống trị một thời của nó đang bắt đầu bị đối thủ Seven News lấn át. Khung giờ này xếp vị trí kém, và nó chỉ kéo dài trong một tuần.
Đây là quốc gia đầu tiên có vòng Fastest Finger First (FFF) mà hai người trả lời nhanh nhất cùng một lúc. Kết quả là, một câu hỏi khác được đặt ra nhưng cả hai đều không đúng, vì vậy một câu hỏi khác được đặt ra. FFF sau đó, thay vì đưa ra một câu trả lời, hai thí sinh phải được đưa ra hai câu trả lời để tránh bất kỳ sự đoán ngẫu nhiên nào xảy ra. Sau đó, các thí sinh còn lại phải xếp bốn lựa chọn theo thứ tự đúng (theo câu hỏi), để tránh người thắng FFF trong một lần đoán.
Trong những mùa đầu tiên, một số câu hỏi thường có đáp án D lố bịch (như với phiên bản Hoa Kỳ), ví dụ, đối với câu hỏi  "The 80s band with the hit song 'Relax' was Frankie goes to... where?", đáp án D là Collingwood (điều này ám chỉ đến việc Eddie McGuire là chủ tịch của Câu lạc bộ bóng đá Collingwood). Ngoài ra, phần thi Fastest Finger First từ năm 1999 đến năm 2003 yêu cầu mười thí sinh đưa ra câu trả lời chính xác càng nhanh càng tốt trước khi điều chỉnh theo quy tắc tiêu chuẩn quốc tế năm 2004, nơi các thí sinh phải sắp xếp bốn phương án theo thứ tự.
Tập ngày 11 tháng 3 năm 2002 của Who Wants to Be a Millionaire? đã đạt được 1,51 triệu khán giả trên toàn quốc, chỉ hơn 200.000 so với The Weakest Link: The Mole Special đạt được trong cùng đêm.
Vào tháng 4 năm 2003, một tập của phiên bản Anh Quốc mà Charles Ingram đã gian lận để giành được giải thưởng cao nhất được phát sóng trên Nine Network, có toàn bộ phần thi của Ingram và được hơn hai triệu người Úc theo dõi. Vào thời điểm đó, phiên bản Úc đều có hai tác phẩm đoạt giải cao nhất. Năm 2001, một tập phim có người chiến thắng Survivor Richard Hatch trả lời sai câu hỏi thứ tư của anh ấy (xem bên dưới) cũng được chiếu tại Hoa Kỳ.
Vào ngày 9 tháng 2 năm 2006, McGuire sẽ trở thành Giám đốc điều hành mới của Nine Network, thay thế người tiền nhiệm David Gyngell vào tháng 5 năm 2005. Do đó, McGuire đã phải từ bỏ các chương trình của mình. Tuy nhiên, không giống như The AFL Footy Show nơi McGuire được thay thế bằng Garry Lyon và James Brayshaw, nhà đài không thể tìm được người thay thế phù hợp. Tập cuối cùng được phát sóng vào ngày 3 tháng 4 năm 2006. Người thi cuối cùng là ông Tony Egan ở Wagga Wagga, NSW, người đã giành được $ 32,000.

## Luật chơi
Phần Bấm bàn phím nhanh (1999 - 2006) và 2021
Trong mỗi 1 lượt chơi, 10 người chơi (1999 - 2006), (6 người chơi trong 3 tập đầu của phiên bản 2021) sẽ tham gia trả lời nhanh cho một câu hỏi mà chương trình đưa ra, các ứng viên sẽ có 1 màn hình với 4 đáp án A, B, C và D, sau khi nghe xong câu hỏi và đáp án, các ứng viên sẽ chọn 4 đáp án theo thứ tự đáp án trong thời gian nhanh nhất. Sau khi hết thời gian, máy tính cùng với người dẫn chương trình sẽ kiểm tra thứ tự đúng và người đưa ra câu trả lời đúng và nhanh nhất thì sẽ được chọn làm NCC (người chơi chính) ngồi lên ghế nóng ở giữa sân khấu đối diện với người dẫn chương trình. Trong trường hợp 2 người cùng khoảng thời gian hoặc không có ai trả lời đúng thì một câu hỏi phụ khác sẽ được đưa ra cho những người chơi này. Vòng chơi này đã loại bỏ trong phiên bản 2007 và phiên bản trường học 2010.
Trong thời kì 1999 - 2003, các ứng viên sẽ trả lời câu hỏi nhanh trắc nghiệm và chọn 1 trong 4 đáp án trong thời gian nhanh nhất, sau đó chương trình sẽ đưa ra đáp án đúng và người đưa ra câu trả đúng nhanh nhất sẽ được lên ghế nóng với chương trình.
Phần chơi chính
Người chơi phải trả lời 15 câu hỏi với cấp độ từ dễ đến khó, thời gian suy nghĩ không hạn chế. Mỗi câu hỏi có một mức tiền thưởng, tăng dần theo thứ tự. Có ba mốc quan trọng là câu số 5, câu số 10 và câu số 15 (mốc "TRIỆU PHÚ"). Khi vượt qua các mốc này, họ chắc chắn có được số tiền thưởng tương ứng của các câu hỏi đó.
Kể từ câu số 10 trở đi, mỗi khi người chơi trả lời đúng một câu hỏi, người dẫn chương trình sẽ ký một tấm séc cho người chơi có trị giá giải thưởng tương đương với câu hỏi mà người chơi trả lời đúng.
Người chơi có quyền chơi tiếp hoặc dừng cuộc chơi. Nếu dừng cuộc chơi, họ sẽ ra về với số tiền tương ứng với câu hỏi đã trả lời đúng gần nhất. Nếu chơi tiếp mà trả lời sai, cuộc chơi kết thúc và số tiền thưởng tương ứng với mốc quan trọng gần nhất. Nếu trả lời sai khi chưa qua câu số 5, người chơi sẽ không nhận được tiền thưởng. Nếu trả lời đúng tất cả 15 câu hỏi, người chơi sẽ trở thành "triệu phú", nhận được giải thưởng tương ứng với câu thứ 15. (riêng phiên bản Multi Millionaire năm 2007, người chơi phải trả lời đúng 16 câu hỏi thì mới được tính là "triệu phú")
Sau khi người chơi trước kết thúc lượt chơi, nếu thời gian vẫn còn, MC sẽ tiếp tục đưa ra câu hỏi nhanh cho các ứng viên khác cho đến khi hết thời lượng chương trình (riêng phiên bản Multi Millionaire năm 2007 và năm 2010, MC sẽ chọn người chơi khác vào trường quay, tương tự như phiên bản Hoa Kỳ vào thời điểm đó). Nếu người chơi chưa hoàn thành lượt chơi mà thời lượng chương trình đã hết, người chơi sẽ được tiếp tục lượt chơi của mình trong chương trình số tiếp theo.

## Thang tiền thưởng
| Cấu trúc | Cấu trúc                           | Cấu trúc                           | Cấu trúc                           |                                    |
| Câu số   | Giá trị                            | Giá trị                            | Giá trị                            |                                    |
| Câu số   | Trong đó ô màu vàng là các cột mốc | Trong đó ô màu vàng là các cột mốc | Trong đó ô màu vàng là các cột mốc | Trong đó ô màu vàng là các cột mốc |
| Câu số   | 1999–2000                          | 2000–2006; 2010; 2021              | 2007                               |                                    |
| -------- | ---------------------------------- | ---------------------------------- | ---------------------------------- | ---------------------------------- |
| 1        | $1,000                             | $100                               | $100                               |                                    |
| 2        | $2,000                             | $200                               | $200                               |                                    |
| 3        | $4,000                             | $300                               | $300                               |                                    |
| 4        | $8,000                             | $500                               | $500                               |                                    |
| 5        | $16,000                            | $1,000                             | $1,000                             |                                    |
| 6        | $32,000                            | $2,000                             | $2,000                             |                                    |
| 7        | $64,000                            | $4,000                             | $4,000                             |                                    |
| 8        | $125,000                           | $8,000                             | $8,000                             |                                    |
| 9        | $250,000                           | $16,000                            | $16,000                            |                                    |
| 10       | $500,000                           | $32,000                            | $32,000                            |                                    |
| 11       | $1,000,000                         | $64,000                            | $64,000                            |                                    |
| 12       |                                    | $125,000                           | $125,000                           |                                    |
| 13       | $250,000                           | $250,000                           |                                    |                                    |
| 14       | $500,000                           | $500,000                           |                                    |                                    |
| 15       | $1,000,000                         | $1,000,000                         |                                    |                                    |
| 16       |                                    | $5,000,000                         |                                    |                                    |

## Người chiến thắng
Tuy nó có luật chơi đơn giản nhưng cho đến nay, chỉ có ba người ngồi ghế nóng trở thành "Triệu phú", giành được tấm séc với trị giá giải thưởng đặc biệt ở câu hỏi số 15 của chương trình:
- Rob "Coach" Fulton: 17 tháng 10 năm 2005[13]

| $1,000,000 (15/15)                                   |                         |
| Which of these popular 60s TV shows premiered first? |                         |
| • A: Bewitched                                       | • B: Get Smart          |
| • C: Hogan's Heroes                                  | • D: I Dream of Jeannie |

- Martin Flood: 14 tháng 11 năm 2005 (Sử dụng quyền trợ giúp 50:50 ở câu hỏi cuối cùng)[14]

| $1,000,000 (15/15)                                 |                        |
| Who was never 'Time' magazine's 'Man of the Year'? |                        |
| • A: Adolf Hitler                                  | • B: Ruhollah Khomeini |
| • C: Joseph Stalin                                 | • D: Mao Trạch Đông    |

- Edwin Daly: 29 tháng 8 năm 2016 (nguòi đầu tiên trong Hot Seat)

| $1,000,000 (15/15) - 45 giây                                                |                    |
| Commonly known by his nickname, what was the full name of 'Banjo' Paterson? |                    |
| • A: Albert Burke                                                           | • B: Andrew Barton |
| • C: Adam Beaufort                                                          | • D: Adrian Banks  |

### Thua cuộc
Cho đến nay, chỉ có bảy người ngồi ghế nóng không trở thành "Triệu phú", tất cả nằm trong phiên bản Hot Seat
- Barry Soraghan: 8 tháng 6 năm 2009

| $1 million (15 of 15) - 45 giây                                                                            |            |
| Which of Hollywood's four Warner Brothers died on the eve of their landmark premiere of 'The Jazz Singer'? |            |
| • A: Albert                                                                                                | • B: Harry |
| • C: Jack                                                                                                  | • D: Sam   |

- Jeff Tarr: 28/9 năm 2009

| $1 million (15 of 15) - 45 giây                           |                   |
| Horowitz is the original surname of which American actor? |                   |
| • A: Matt Damon                                           | • B: Johnny Depp  |
| • C: Julia Roberts                                        | • D: Winona Ryder |

- Paul Wolfenden: 14 tháng 6 năm 2010

| $1 million (15 of 15) - 45 giây                                                                       |               |
| Famous for his Chinese Theatre, Sid Grauman had earlier opened which other Hollywood theatre in 1922? |               |
| • A: French                                                                                           | • B: Egyptian |
| • C: Roman                                                                                            | • D: Arabian  |

- Jim Graham: 20 tháng 6 năm 2011

| $1 million (15 of 15) - 45 giây                                                                   |              |
| On the current flag of the United Nations, which country is shown closest to the top of the flag? |              |
| • A: New Zealand                                                                                  | • B: Norway  |
| • C: Chile                                                                                        | • D: Iceland |

- Alan Edwards: 16 tháng 4 năm 2012

| $1 million (15 of 15) - 45 giây                                                                                  |                  |
| In 1935, which of these countries became the first to use an image of the future Queen Elizabeth on a bank note? |                  |
| • A: Australia                                                                                                   | • B: New Zealand |
| • C: England | • D: Canada      |

- Kevin Short: 13 tháng 5 năm 2013

| $1 million (15 of 15) - 45 giây                                  |                              |
| Which of these Gilbert & Sullivan operettas was performed first? |                              |
| • A: The Gondoliers                                              | • B: The Pirates of Penzance |
| • C: The Mikado                                                  | • D: The Yeomen of the Guard |

- Craig Anderson: 1 tháng 10 năm 2018

| $1 million (15 of 15) - 45 giây                                       |         |
| How many essential vitamins make up what is known as the 'B-complex'? |         |
| • A: 6                                                                | • B: 8  |
| • C: 10                                                               | • D: 13 |

#### Thua câu hỏi số 15
- Red Symons: 17 tháng 7 năm 2000

| $500,000 (14 of 15)                                                     |                   |
| In which field did 16th century Italian Benvenuto Cellini achieve fame? |                   |
| • A: Painting                                                           | • B: Architecture |
| • C: Music                                                              | • D: Sculpture    |

- Mickey Pragnell: 2004 [15]

| $500,000 (14 of 15)                    |          |
| How many milligrams in a metric carat? |          |
| • A: 100                               | • B: 200 |
| • C: 300                               | • D: 400 |

### Thắng cuộc

#### $ 500,000
- Trevor Sauer: 2000↑

| $1 million (15 of 15) – No time limit               |                        |
| Who was the first to win two unshared Nobel Prizes? |                        |
| • A: Marie Curie                                    | • B: Ivan Pavlov       |
| • C: Linus Pauling                                  | • D: Albert Schweitzer |

- William Laing: 2000↑

| $1 million (15 of 15) – No time limit      |         |
| How many humans have set foot on the moon? |         |
| • A: 10                                    | • B: 12 |
| • C: 14                                    | • D: 16 |

- Dave and Denise Moser: 2001 (dùng 50-50 và Gọi điện thoại cho người thân)[16]

| $1 million (15 of 15) – No time limit                                 |                       |
| What was the original name of Dorothea Mackellar's poem 'My Country'? |                       |
| • A: The Wide Brown Land                                              | • B: 'Tis my home     |
| • C: A Sunburnt Country                                               | • D: Core of my heart |

- Maria McCabe: 2002 (dùng 50-50 và Hỏi ý kiến khán giả)↑

| $1 million (15 of 15) – No time limit                                              |                 |
| Which of the following is not one of Geoffrey Chaucer's 'Canterbury Tale' tellers? |                 |
| • A: The Clerk                                                                     | • B: The Hunter |
| • C: The Summoner                                                                  | • D: The Cook   |

- Molly Meldrum: 2003

| $1 million (15 of 15) – No time limit                                              |               |
| Mocha, a choice variety of coffee, takes its name from a seaport in which country? |               |
| • A: Somalia                                                                       | • B: Yemen    |
| • C: Oman                                                                          | • D: Djibouti |

- Andrew Lockett: 2003 (dùng Gọi điện thoại cho người thân)

| $1 million (15 of 15) – No time limit |         |
| There have been how many Dalai Lamas? |         |
| • A: 13                               | • B: 14 |
| • C: 15                               | • D: 16 |

- Scott Smith: 2004

| $1 million (15 of 15) – No time limit                               |               |
| Which saint founded the Italian hilltop monastery of Monte Cassino? |               |
| • A: Benedict                                                       | • B: Bernard  |
| • C: Bonaventure                                                    | • D: Boniface |

- Shane Warne and Trevor Sauer: 2005 (dùng Gọi điện thoại cho người thân)

| $1 million (15 of 15) – No time limit                                  |                                |
| Which song was the first of a string of No.1 US hits for the Supremes? |                                |
| • A: Baby Love                                                         | • B: Stop! In The Name of Love |
| • C: Where Did Our Love Go                                             | • D: You Can't Hurry Love      |

- Clifford Plumpton: 2005

| $1 million (15 of 15) – No time limit                        |                   |
| Which great filmmaker has won the most Best Director Oscars? |                   |
| • A: Frank Capra                                             | • B: John Ford    |
| • C: David Lean                                              | • D: Billy Wilder |

- Yael Blinco: 2005 ("Mummy Wants To Be A Millionaire"special)

| $1 million (15 of 15) – No time limit                                                          |              |
| Registering 9.5 on the Richter scale, the most powerful earthquake ever recorded struck where? |              |
| • A: Alaska                                                                                    | • B: Chile   |
| • C: Trung Quốc                                                                                | • D: Siberia |

↑ Để thắng $1,000,000 họ phải trả lời câu hỏi cuối. Nhưng tất cả đã dùng cuộc chơi.

#### $250,000
- Paddy Spooner:1999[17]

| $500,000 (10 of 11) – No time limit                                           |        |
| In which of the sciences did Australian Sir T. W. Edgeworth David specialize? |        |
| • A: Geology                                                                  | • B: ? |
| • C: Hóa học                                                                  | • D: ? |

- Brett McDonald: 2000[18]

| $500,000 (14 of 15) – No time limit                                            |                |
| In area, which is the largest South American country wholly above the equator? |                |
| • A: Colombia                                                                  | • B: Ecuador   |
| • C: Peru                                                                      | • D: Venezuela |

- Rob & Loretta Valenda: 2001

| $500,000 (14 of 15) – No time limit                                                             |                     |
| Chicago mayor Anton Cermak was killed in the assassination attempt on which US president-elect? |                     |
| • A: Theodore Roosevelt                                                                         | • B: Woodrow Wilson |
| • C: Franklin Roosevelt                                                                         | • D: Harry Truman   |

- Bruce Mump: 2001
- Christopher Fare: 2002

| $500,000 (14 of 15) – No time limit                               |                      |
| Which Australian novelist won the inaugural Miles Franklin Award? |                      |
| • A: Alan Marshall                                                | • B: Thomas Keneally |
| • C: Nevil Shute                                                  | • D: Patrick White   |

- Bill Copland: 2002

| $500,000 (14 of 15) – No time limit                                      |           |
| In which year did Britain and its colonies adopt the Gregorian calendar? |           |
| • A: 1552                                                                | • B: 1652 |
| • C: 1752                                                                | • D: 1852 |

- Tony Barber: 2002

| $500,000 (14 of 15) – No time limit                          |                     |
| Who was the first Australian-born winner of the Nobel Prize? |                     |
| • A: Macfarlane Burnet                                       | • B: Howard Florey  |
| • C: Lawrence Bragg                                          | • D: John Cornforth |

- Jonathan Evans: 2003

| $500,000 (14 of 15) – No time limit                                                                   |                 |
| A decisive defeat for Napoleon, and also called the Battle of the Nations, was 1813's Battle of what? |                 |
| • A: Leipzig                                                                                          | • B: Austerlitz |
| • C: Marengo                                                                                          | • D: Friedland  |

- Tim Serisier: 2003

| $500,000 (14 of 15) – No time limit                                                           |               |
| In 1859 the world's first successful oil well was drilled near Titusville, in which US state? |               |
| • A: Pennsylvania                                                                             | • B: Kentucky |
| • C: Ohio                                                                                     | • D: Illinois |

- David Morgan: 2004

| $500,000 (14 of 15) – No time limit                    |         |
| Mercury orbits the sun once every how many earth-days? |         |
| • A: 58                                                | • B: 68 |
| • C: 78                                                | • D: 88 |

- Rowan McGillicuddy: 2004

| $500,000 (14 of 15) – No time limit                  |           |
| In which year was the Archibald Prize first awarded? |           |
| • A: 1916                                            | • B: 1921 |
| • C: 1926                                            | • D: 1931 |

- Alan Tomlinson: 2004

| $500,000 (14 of 15) – No time limit                                 |               |
| Which term describes a perfect diamond weighing 100 carats or more? |               |
| • A: Classic                                                        | • B: Exemplar |
| • C: Acme                                                           | • D: Paragon  |

- Kay Balzer: 2004
- Pauline Hanson and Christopher Fare: 2005
- Christopher Connolly: 2005
- Henry Kiss: 26 tháng 11 năm 2007 (tập cuối cùng)

| $500,000 (14 of 16) – No time limit                                    |                 |
| The Schick test establishes if a person has immunity to which disease? |                 |
| • A: Tuberculosis                                                      | • B: Cholera    |
| • C: Polio                                                             | • D: Diphtheria |